# 迈克尔·阿恩特
迈克尔·阿恩特（1970年11月22日—）是美国电影编剧。从纽约大学毕业后，迈克尔·阿恩特曾担任剧本审稿人。他以影片《阳光小美女》一举成名，横扫当年颁奖季各大奖项的剧本奖，包括奥斯卡最佳原创剧本奖。
阿恩特的第二个剧本也赢来不少赞誉——《玩具总动员3》，提名了奥斯卡最佳改编剧本。使他成为第一个凭借自己头两个剧本即入围奥斯卡最佳原创剧本与最佳改编剧本两类剧本奖项。

## 早年生活
迈克尔·阿恩特的父亲是美国对外服务部门的员工，所以他曾在多个国家生活过，包括斯里兰卡、印度，回国后在弗吉尼亚生活过一段时间。
从弗吉尼亚州麦克利恩的兰利高中毕业后，阿恩特在波托马克河学校学习。之后他从纽约大学电影学院毕业。
大学毕业后，阿恩特曾做过一段时间审稿人，同时担任演员马修·布罗德里克 的私人助理直到1999年为止， 之后他开始了电影剧本创作。

## 编剧生涯
2000年5月23日至26日，迈克尔·阿恩特用了三天时间写了《阳光小美女》的第一稿。
从最初的草稿开始，通过家人和朋友的反馈，他在一年间进行了将近100次的修订。
阿恩特觉得由于故事“太小太独立（影片）”而不可能真的获得好莱坞制片厂的注意，执导电影时应该是“无预算”、“DV电影”。
2001年7月在奋进精英经纪公司（Endeavor Talent Agency）读到剧本之后，制片人阿尔伯特·贝格和罗恩·耶夏随后将剧本给到广告与音乐录音的导演乔纳森·代顿和瓦莱丽·法里斯，他俩很快便被这个项目产生兴趣。  代顿与法里斯跟制片人马克·特托图签约，2001年12月21日他付给迈克尔·阿恩特15万美元。
在不同地方的前期制作近乎三年之后，影片的项目由焦点影业制作。这段期间，因为拒绝了将所有故事聚焦于理查德·胡佛，阿恩特曾被解雇。一个月之后，焦点影业新雇的编剧退出项目之后，他又再次被雇佣。
影片2006年8月18日开始在院线公映之后，《阳光小美女》大获好评，并接成为之后颁奖季的热门影片。阿恩特获得了多个编剧奖项，包括奥斯卡、英国影艺学院、编剧协会的最佳原创剧本奖，之后2007年被美国电影艺术与科学学院吸纳成为成员之一。
之后，阿恩特与李·昂克里奇以及皮克斯的其他创作人合作了《玩具总动员3》的剧本。 凭借这部动画长片，他提名了奥斯卡最佳改编剧本。使他成为第一个凭借自己头两个剧本即入围奥斯卡最佳原创剧本与最佳改编剧本两类剧本奖项。
2012年，阿恩特开始为《饥饿游戏》的续集《飢餓遊戲：星火燎原》写剧本。

## 电影
| 年份   | 片名                         | 职务       | 获奖 | 備註 |
| 2006年 | 《阳光小美女》               | 编剧       | 奥斯卡最佳原创剧本奖 英国影艺学院最佳原创剧本 美国编剧工会奖电影最佳原创剧本 独立精神奖最佳剧本处女作 美国广播影评人奖最佳剧本 达拉斯·福尔沃思堡影评人奖最佳剧本 凤凰城影评人奖最佳剧本 东南影评人奖最佳原创剧本 华盛顿影评人协会奖最佳原创剧本 提名 — 芝加哥影评人协会奖最佳原创剧本 提名 — 洛杉矶影评人协会奖最佳剧本 提名 — 伦敦影评人奖最佳剧本 |      |
| 2010年 | 《玩具总动员3》              | 编剧       | 提名 — 奥斯卡最佳改编剧本奖 提名 — 英国影艺学院奖最佳改变剧本 提名 — 美国广播影评人协会奖最佳改编剧本 提名 — 华盛顿影评人协会奖最佳改编剧本 提名 — 动画安妮奖最佳剧本 提名 — 美国科幻恐怖电影学院奖最佳剧本 |      |
| 2012年 | 《摇滚年代》                 | 编剧       | |      |
| 2013年 | 《攻·元2077》                | 编剧       | |      |
| 2013年 | 《飢餓遊戲：星火燎原》       | 编剧       | |      |
| 2015年 | 《別跟山過不去》             | 编剧       | |      |
| 2015年 | 《STAR WARS：原力覺醒》      | 编剧       | |      |
| 2017年 | 《飛哥與小佛》               | 導演、编剧 | |      |
| 2023年 | 《飢餓遊戲：鳴鳥與游蛇之歌》 | 编剧       | |      |